# ویکتور ایسرائیلیان
ویکتور لوونی ایسرائیلیان (ارمنی: Վիկտոր Լևոնի Իսրայելյան؛  زادهٔ ۱ سپتامبر ۱۹۱۹ - درگذشته ۲۷ سپتامبر ۲۰۰۵) دیپلمات، تاریخ‌نگار استاد اهل ارمنستان بود.

## زندگی‌نامه
وی در ۱ سپتامبر ۱۹۱۹ در تفلیس به دنیا آمد و نخستین دانشگاه دولتی پزشکی ای‌ام سچنوف مسکو (۱۹۴۱) و آکادمی دیپلماتیک وزارت امور خارجه روسیه (۱۹۴۶) فارغ‌التحصیل گشت. وی در دانشگاه دولتی ایروان و آکادمی دیپلماتیک وزارت امور خارجه روسیه فعالیت می‌کرد. همچنین برندهٔ جوایزی همچون نشان جنگ میهنی درجه دو، نشان پرچم سرخ کار، نشان دوستی خلق و جایزه دولتی اتحاد شوروی شده است. وی در ۲۷ سپتامبر ۲۰۰۵ در سن ۸۵ سالگی درگذشت.

## یادداشت
1. ↑  պատմական գիտությունների դոկտոր
2. ↑  Մոսկվայի Ի. Սեչենովի անվան առաջին պետական բժշկական համալսարան
3. ↑  Ռուսաստանի ԱԳՆ դիվանագիտական ակադեմիա